# کامیون بستنی (فیلم ۲۰۱۷)
کامیون بستنی (انگلیسی: The Ice Cream Truck) یک فیلم ترسناک/هیجان‌انگیز روان‌شناختی آمریکایی به نویسندگی و کارگردانی مگان الیزابت فریلز جانستون، نوه نویسنده جنایی المور لئونارد و با بازی دیانا روسو ، جان ردلینگر، امیل جانسن، هیلاری بارافورد، جف دانیل فیلیپس و لیزا آن والتر است. در ۱۸ آگوست ۲۰۱۷ منتشر شد.  این فیلم توسط مگان فریلز جانستون، یومی جانگ و امید شمس الدینی تهیه شده است. 

## داستان
مری ( دیانا روسو ) به زادگاهش نقل مکان می کند و به سرعت به یاد آرامش زندگی در حومه شهر می افتد. اما وقتی همسایه‌هایش شروع به مردن می‌کنند، او گمان می‌کند که مقصر ممکن است یک مرد عجیب و غریب باشد که در این فیلم یک کامیون بستنی محلی را رانندگی می‌کند.

## بازیگران
- دیانا روسو در نقش مری
- جان ردلینگر در نقش مکس
- امیل جانسن در نقش مرد بستنی فروش کامیون
- هیلاری بارافورد در نقش جسیکا
- جف دانیل فیلیپس در نقش مرد تحویل دهنده
- لیزا آن والتر در نقش کریستینا
- سام شوایکرت در نقش نیک
- بیلی آن مرزی در نقش تریسی
- دن ساتر در نقش فرانک
- دانا گایر در نقش بری
- دکلن مایکل لرد در نقش جو
- LaTeace Towns-Cuellar در نقش کتی
- مایلز جانستون در نقش ویل
- مارک Scheibmeir به عنوان مرد تحویل دهنده غذا
- وس اولی در نقش عموی مکس

## پیوند بیرون
The Ice Cream Truck - Clip
 The Ice Cream Truck در بانک اطلاعات اینترنتی فیلم‌ها (IMDb)
The Ice Cream Truck - Original Trailer
DEAR GUEST